# Manuel Rivera-Ortiz
Manuel Rivera-Ortiz (Porto Rico, 23 de Dezembro de 1968) é um fotógrafo americano. Foi criado em Guayama, Porto Rico.
Rivera-Ortiz nasceu em uma família pobre do bairro Pozo Hondo, fora da cidade de Guayama na costa caribenha de Porto Rico. Muito pobre, cresceu em um barraco sem água corrente e piso de terra desmantelado. Seu pai era o picador (à mão) de campos de cana de açúcar da Central Aguirre e Central Machete e no dia do declínio da indústria açucareira em Porto Rico, e após a colheita de açúcar ou a época de colheita, ele trabalhou como trabalhador agrícolas migrante na Nova Inglaterra, e a região do Médio Atlântico dos Estados Unidos da América. Quando tinha 11 anos, seus pais separaram-se e Rivera foi morar com seu pai em Massachusetts. Nos EUA, formou-se em jornalismo e começou a trabalhar para jornais, porém logo decidiu mudar para a carreira de jornalista fotográfico e fotografia documental.
Manuel Rivera-Ortiz fotografa a pobreza ao redor do mundo. Suas histórias fotográficas de dificuldades e esperanças em algumas das nações mais pobres, servem como testamento para a experiência vivida por ele durante a infância. Rivera-Ortiz utiliza a arte fotográfica para expor ao mundo as diferenças sociais em cada país. Quando ele fala com a pessoa que está fotografando, não está interessado em saber como é ser pobre, mas quer que ela conte sobre suas esperanças, aspirações e sonhos, mostrando como imagina que estes se tornem realidade.
Rivera-Ortiz é conhecido internacionalmente por sua fotografia documental social em as condições de vida regular das pessoas nos países menos desenvolvido. Suas fotos estão em colecções de vários museus, incluindo a George Eastman House International Museum of Photography e Film. Em 2004, Rivera-Ortiz recebeu En Foco New Works Fotografia Award, e em 2007, foi também o Artista do Ano do Conselho de Artes e Cultura do Greater Rochester, New York.
Em 2010, Rivera-Ortiz fundou a fundação Manuel Rivera-Ortiz para fotografia internacional (The Manuel Rivera-Ortiz Foundation for International Photography). A fundação com sede em Paris, Londres, Zurich e Nova York, é uma das principais fundações fotográficas do mundo na luta pelos direitos humanos em países subdesenvolvidos.

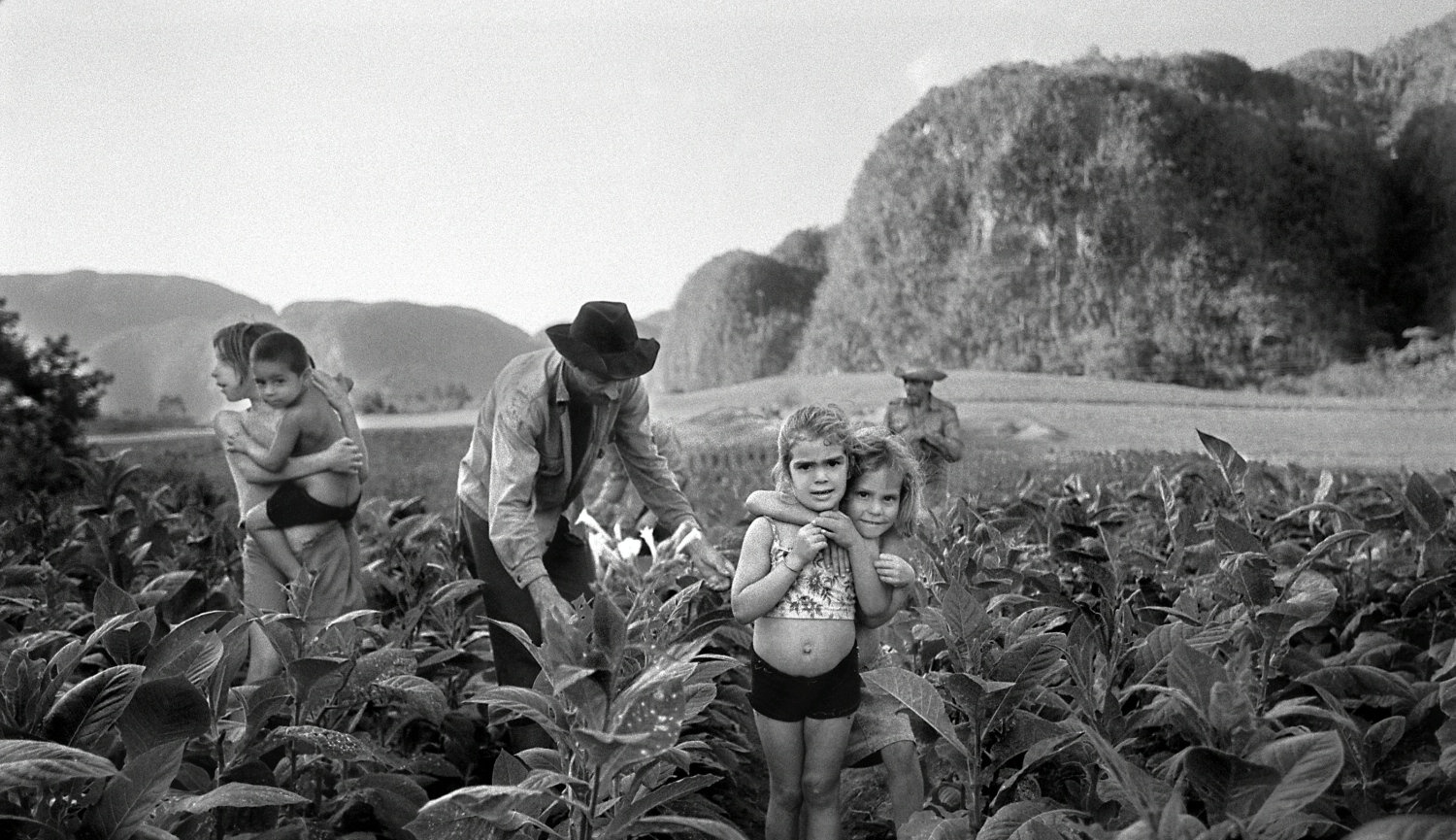
"Tobacco Harvesting, Valle de Viñales, Cuba" 2002
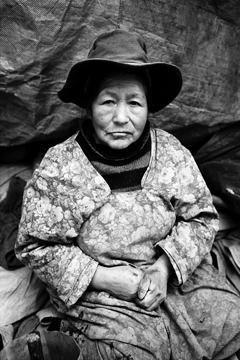
Widow Of The Mines, Potosí, Bolivia (2004)
- City Dump, Yamuna River Slum, Delhi, India (2005)